# Ludvig Puusepp
Ludvig Puusepp, Ludwig Martynowicz Pussep (ros. Людвиг Мартынович Пуссеп [Пуусепп], ur. 21 listopada?/3 grudnia 1875 w Kijowie, zm. 19 października 1942 w Tartu) – estoński lekarz neurochirurg. Pierwszy profesor neurochirurgii na świecie (1910), pionier neurochirurgii w Rosji i Estonii. Twórca własnej szkoły neurochirurgicznej. Autor licznych prac z dziedziny neurochirurgii i neurologii, pomysłodawca nowych technik operacyjnych. Opisał odruch, znany jako odruch małego palca bądź odruch Puuseppa.

## Życiorys
Urodził się w 1875 roku w Kijowie jako syn szewca Martina Puusepa i Victorii-Stephanii z domu Goebel. Ojciec pochodził z Rakvere w Estonii, w Sankt Petersburgu poznał żonę, która miała korzenie czeskie i polskie. Ludwig Puusep w domu mówił po niemiecku, w szkole po rosyjsku; dopiero po 40. roku życia nauczył się estońskiego. Spotykane w literaturze inne formy nazwiska Puusepp (które w języku estońskim oznacza stolarza), Puusep, Pousep itp., są przypuszczalnie wynikiem jego nieprawidłowej transliteracji na cyrylicę.
W 1895 został absolwentem gimnazjum w Kijowie, za wyniki w nauce otrzymał złoty medal. Od 1894 studiował na Cesarskiej Wojskowej Akademii Medycznej w Sankt Petersburgu i został jej absolwentem w 1899 roku. Jego nauczycielem neurologii był Władimir Biechtieriew, który poznał talent Puusepa i wybrał go na swojego asystenta. Już w 1899 roku Puusepp wykonał swoją pierwszą operację neurochirurgiczną – u pacjenta z urazem czaszkowo-mózgowym. W 1900 roku odbył podróż po Europie, zwiedzając kliniki w Berlinie, Hamburgu, Kopenhadze, Londynie, Wiedniu i Paryżu. Uczestniczył w pokazach i demonstracjach Dejerine′a i Raymonda.
W 1902 roku przedstawił dysertację doktorską poświęconą lokalizacji ośrodka zawiadującego erekcją i ejakulacją u psów. Wśród tez tej pracy znalazł się postulat kształcenia neurologów w chirurgii. Następnie został wykładowcą w Żeńskim Instytucie Medycznym w Sankt Petersburgu. W latach 1904–1905 uczestniczył w wojnie rosyjsko-japońskiej i został ranny podczas walk o Mukden. Po powrocie został mianowany w 1907 Privatdozentem w Cesarskiej Wojskowej Akademii Medycznej, a od 1910 był profesorem w Instytucie Chirurgii Neurologicznej. W 1909 wyjechał do Stanów Zjednoczonych, gdzie zwiedził kliniki w Nowym Jorku, Bostonie, Filadelfii i Waszyngtonie. W 1913 roku na XII Kongresie Rosyjskich Chirurgów przedstawił wyniki przeprowadzonych przez siebie 24 operacji guzów mózgu; w jedenastu przypadkach udało się usunąć guza, w sześciu przypadkach z pomyślnym wynikiem. Podczas I wojny światowej przez pierwsze cztery miesiące służył jako lekarz wojskowy na froncie, ale został ranny w nogę i zwolniono go ze służby. Do 1919 był ordynatorem Szpitala Wojskowego i konsultantem chorób nerwowych w Lazarecie Błagowieszczeńskim oraz w Szpitalu Czerwonego Krzyża w Petersburgu. Po wybuchu rewolucji październikowej jego życie było zagrożone. W grudniu 1920 wyemigrował do Estonii, 6 grudnia otrzymał estońskie obywatelstwo i zmienił nazwisko na Puusepp. Niemal od razu (z datą 1 grudnia) został mianowany profesorem neurologii na Uniwersytecie w Tartu i dyrektorem kliniki neurologicznej w Tartu. Został też mianowany oficerem w randze generała i konsultantem neurologii dla estońskiej armii (Sanitaarkindralmajor).
30 kwietnia 1921 wykonał pierwszą w Estonii operację neurochirurgiczną, usunięcie guza prawego kąta mostowo-móżdżkowego.
Od 1940 roku jego zdrowie uległo pogorszeniu. W ostatnich miesiącach życia był świadkiem nazistowskiej okupacji Tartu. Większa część kliniki została przeznaczona na lazaret. Jeden z jego asystentów, Schmul Zlaff (1903–1941), został zamordowany przez Sonderkommando. Puusepp zmarł na raka żołądka 19 października 1942. Pochowany jest na cmentarzu Raadi.
W 1906 ożenił się z Marią Kotšubeiga, po jej śmierci w 1929 ożenił się powtórnie, z Marią Küppariga. Z drugiego małżeństwa urodziła się w 1932 jego jedyna córka, Liivia, która także została neurochirurgiem.
W 1922 był jednym z członków założycieli Estońskiego Towarzystwa Neurologicznego (Eesti Neuroloogide Selts), którego został potem przewodniczącym. Był członkiem korespondentem Academia das Ciências de Lisboa. W 1922 został profesorem honoris causa Uniwersytetu w Padwie, w 1930 – Uniwersytetu Stefana Batorego w Wilnie. W 1924 został odznaczony Legią Honorową. W 1938 został członkiem Estońskiej Akademii Nauk. Był założycielem L'Institut Scientifique Français de Tartu (1922). W 1940 roku, po przyłączeniu Estonii do ZSRR, władze radzieckie przyznały mu tytuł Zasłużonego Naukowca ZSRR.
Archiwum Puuseppa jest przechowywane w bibliotece Uniwersytetu w Tartu.

## Dorobek naukowy

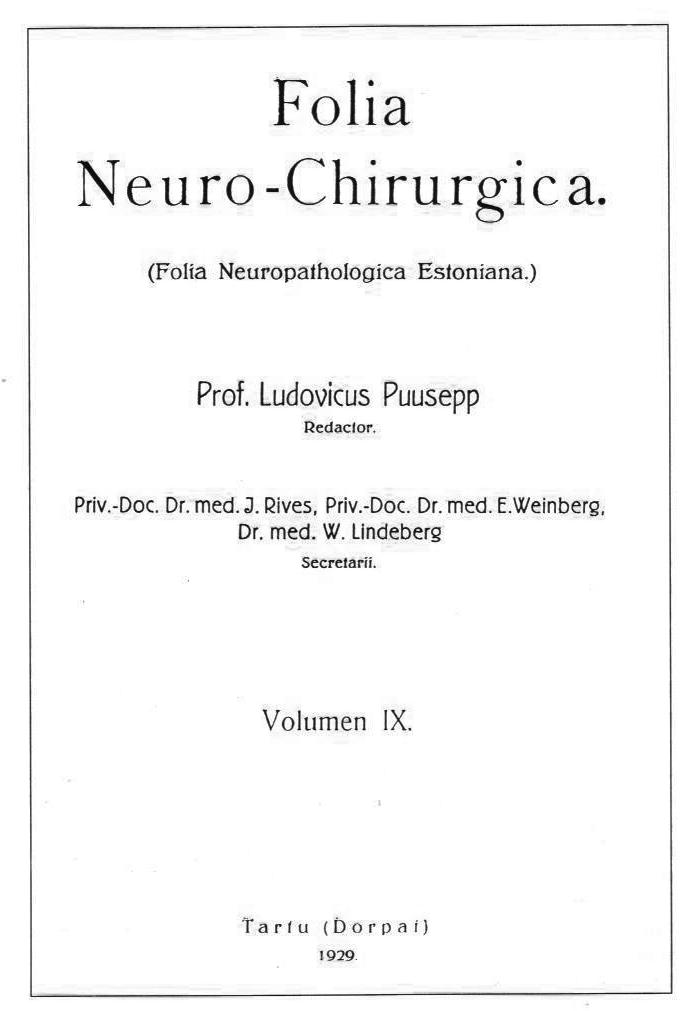
Strona tytułowa 9. rocznika "Folia Neuropathologica Estoniana"

Puusepp był jednym z pionierów neurochirurgii w Rosji, w Estonii, a także na świecie. Uważany jest też za pioniera psychochirurgii – w latach 1906–10 wykonał cięcia leukotomijne włókien kojarzeniowych w korze czołowej u trzech pacjentów z psychozą maniakalno-depresyjną i psychicznymi ekwiwalentami padaczki. Z niejasnych względów swoje wyniki opublikował dopiero trzy dekady później, po pracach Moniza i Limy.
W 1923 na spotkaniu Estońskiego Towarzystwa Neurologicznego przedstawił zaobserwowany przez siebie u pacjenta z powikłaniami śpiączkowego zapalenia mózgu odruch piramidowy, znany dziś jako odruch małego palca albo odruch Puuseppa.
W 1931 wprowadził do medycyny termin arachnoiditis ossificans.
W 1923 opublikował pracę na temat operacji guzów przysadki i swoich wyników operacji z dostępu czołowo-oczodołowego.
W 1926 opisał operację jamistości rdzenia, znaną jako operacja Puuseppa lub operacja Elsberga-Puuseppa. Polega ona na laminektomii C7–Th1 i mielotomii podłużnej na tylnej powierzchni rdzenia z otwarciem jamy.
W 1929 wydał monografię poświęconą guzom mózgu, Die Tumoren des Gehirns. W tym samym roku opisał wprowadzoną przez siebie modyfikację wentrykulografii. W 1931 ukazał się pierwszy tom monografii Die Chirurgische Neuropathologie, liczący 1400 stron. Z planowanych trzech ukazało się dwa i pół tomu. Całość pozostała nieukończona z powodu wybuchu II wojny i choroby autora.
Od 1913 redaktor rosyjskojęzycznego działu czasopisma „Folia neuro-chirurgica”, od 1914 w komitecie redakcyjnym „Rivista Patologia nervosa mentale” i „Obozrenije Psichiatrii i Newropatołogii”. W 1923 założył czasopismo „Folia Neuropathologica Estoniana”, wydawane do 1939. Na jego łamach ukazała się większość jego prac, ale także prace Marburga, Freemana, Biechtieriewa, Polenowa, Rossolimo, Dandy'ego, Walkera, Bogaerta, Mingazziniego, Marinescu, Guillain i Alajouanine. W 1929 czasopismo zmieniło profil na ściśle neurochirurgiczny, i przez rok ukazywało się pod tytułem „Folia Neuro-Chirurgica”, stanowiąc pierwsze czasopismo neurochirurgiczne na świecie (niemieckie „Zentralblatt für Neurochirurgie” zaczęło się ukazywać w 1936, radzieckie „Woprosy Niejrochirurgii” w 1937, amerykańskie „Journal of Neurosurgery” w 1944). Ponieważ napływało zbyt mało artykułów, od 1930 czasopismo wróciło do wcześniejszego neurologiczno-neurochirurgicznego profilu.
Puusepp też jednym z założycieli czasopisma „Eesti Arst”. Utrzymywał kontakty z kolegami ze Związku Radzieckiego, m.in. z Pawłowem, Biechtieriewem, Polenowem i Burdenką.
Uczestniczył w wielu kongresach naukowych, m.in. w Lizbonie w 1906, Paryżu i Londynie w 1913, Pradze w 1914. W 1929 roku gościł w Warszawie, spotkał się m.in. z Zygmuntem Bychowskim i Eufemiuszem Hermanem, i przedstawił opis przypadku guza trzeciej komory mózgu (potem przedrukowany w Księdze jubileuszowej Edwarda Flatau). Inny artykuł Puuseppa i jego asystentów dotyczący zapalenia rdzenia kręgowego ukazał się w Polskiej Gazecie Lekarskiej.
Do Tartu przyjeżdżali zainteresowani neurochirurgią lekarze z wielu krajów, m.in. Związku Radzieckiego, Czech, Jugosławii, Polski, Hiszpanii, Palestyny. Uczniami Puuseppa byli m.in. Johannes Riives, Aadu Lüüs, Valter Lindeberg, Ernst Veinberg, Karl Schlossmann, Voldemar Üprus, Karl Willemi, Selma Brunnow, z Polski Jerzy Borysowicz, z Hiszpanii Adolfo Ley Gracia.

## Wspomnienia o Puuseppie
Pamiętany jest jako doskonały operator i nauczyciel. Zawsze wyrażał myśli w jasny sposób. W wolnych chwilach grał w tenisa, szachy i brydża lub zajmował się pracą w ogrodzie. Lubił zmiany, chętnie podróżował. Oprócz estońskiego i rosyjskiego znał niemiecki, francuski, angielski i włoski. Prowadził obfitą korespondencję, w jego archiwum znajdują się tysiące listów od ponad 750 osób, m.in. Olivecrony, Christiansena, Moniza, Vincenta, Sicarda, Foerstera, Toennisa, Cushinga, Penfielda, Adsona, Walkera, Spillera, Baileya. Miał demokratyczne przekonania. Wakacje letnie spędzał z rodziną nad morzem w Narva-Jõesuu.

## Uznanie
17 września 1982 roku odsłonięto w Tartu pomnik Puuseppa dłuta Endela Taniloo. W Tartu jest też ulica jego imienia, znajduje się przy niej Klinika Neurologiczna (TÜ Kliinikum Närvikliinik). Znalazł się w zestawieniu 100 najwybitniejszych Estończyków XX wieku.

## Lista prac
Monografie i podręczniki
- О влиянии рентгеновских лучей на  возбудимость мозговой коры. Отчеты научных собраний врачей С.-Петербургской клиники душевных и нервных болезней за 1897–1898 гг.. С.-Петербург: 1899. Brak numerów stron w książce
- О мозговых центрах, управляющих эрекцией полового члена и семяотделением. С.-Петербург: 1902. Brak numerów stron w książce; 180 ss., 3 pl., 4 diag.
- Экспериментальное психологическое исследование умственной работы школьников-онанистов по сравнению с нормальными. Юбилейный сборник Трудов по психиатрии и невропатологии, посвящённый В.М. Бехтереву. Том второй. С.-Петербург: 1903. Brak numerów stron w książce
- Нервно-сосудистый отек кожи. С.-Петербург: V. S. Ettinger, 1907. Brak numerów stron w książce; 23 ss.
- Травматический невроз военного времени: клинический очерк на основании собственных наблюдений. Петроград: Практическая медицина, 1916. Brak numerów stron w książce
- Основы хирургической невропатологии в 4-х частях. Т. 1: Периферическая нервная система. Петроград: 1917. Brak numerów stron w książce; 38 ss.
- Der Blutkreislauf im Gehirn beim Koitus. Dorpat: 1922?. Brak numerów stron w książce
- Noorus ja eluväärtus: (noorsoo enesetapmiste andmetel). s.n.: 1926. Brak numerów stron w książce
- Symptomatologie et traitement chirurgical des lésions de la moelle épinière. J. G. Krüger, 1926. Brak numerów stron w książce; 39 ss.
- Endel Kirsimägi, Ludvig Puusepp: Hüpnoos ja suggestioon arstiteaduses ja seltskondlikus elus. s.n.: 1927. Brak numerów stron w książce
- К вопросу об оперативном удалении опухолей спинного мозга. Ленинград: Государственное издательство, 1928
- Die Tumoren des Gehirns; ihre Symptomatologie, Diagnostik und operative Behandlung auf Grund eigener Beobachtungen. Tartu: 1929. Brak numerów stron w książce
- К вопросу о доброкачественных кистовидных опухолях париетальной доли. Эстония, 193?
- Los tumores del cerebro: Su sintomatologia, diagnóstico y tratamiento operatorio. Barcelona: Salvat Editores, 1931. Brak numerów stron w książce; 661 ss.
- Über die Entwicklung der chirurgischen Neuropathologie während der letzten 10 Jahre, nach den Daten der Nervenklinik der Universität Tartu-Dorpat. [Tartu], [1932]
- Chirurgische Neuropathologie. Bd. 1, Die peripherischen Nerven. Tartu (Dorpt): Krüger, 1932. Brak numerów stron w książce
- Chirurgische Neuropathologie. Bd. 2, Das Rückenmark. Tartu (Dorpat): Krüger, 1933. Brak numerów stron w książce
- Über Hirnmeningiome in Einzeldarstellungen : (Symptomatologie, Diagnostik und operative Behandlung auf Grund eigener Beobachtungen). Tartu: J. Mällo, 1935. Brak numerów stron w książce
- Chirurgische Neuropathologie. Bd. 3. T. 1, Das Gehirn. Tartu: Krüger, 1939. Brak numerów stron w książce
- Peaaju, tema töö ja tervishoid. Teaduslik Kirjandus, 1941. Brak numerów stron w książce; 70 ss.

Artykuły
- Кровообращение в головном мозгу во время совокупления. „Обозрение Психиатрии”. 10 (1902.brak numeru strony
- О корковых центрах эрекции. W: Отчеты научных собраний врачей С.-Петербургской клиники душевных и нервных болезней за 1901–1902 гг.. С.-Петербург: 1902. Brak numerów stron w książce
- Случай поражений кожи после освещения радием. W: Отчеты научных собраний врачей С.-Петербургской клиники душевных и нервных болезней за 1903-1904 гг.. С.-Петербург: 1904. Brak numerów stron w książce
- Perevozochnîya sredstva dlya ranenîkh i bolnîkh v minuvshuyu Russko-Yaponskuyu voynu. „Русский врач”. 5, s. 870–876, 1906.
- Vliyaniye tabachnavo dîma i nikotina na mozgovoye krovoobrashtsheniye. „Обозрение Психиатрии”. 11, s. 123; 241, 1906.
- Впечатления врача на передовых позициях в минувшую Русско-Японскую войну. „Русский врач”. 47, s. 1479–1483, 1906.
- Ognestr elnîye yaponskiye snaryadî i puli v minuvshuyu russko-yaponskuyu vo nu s khirurgichesko  tochki zr eniya. „Русский врач”. 6, ss. 85-88 (1907.brak numeru strony
- III-й съезд отечественных психиатров в С.-Петербурге : 27 декабря 1909 г. - 5 янв. 1910 г.: краткий очерк деятельности съезда. „Русский врач”, 1910.brak numeru strony
- Ueber die Behandlung von Neuralgien mittels Einspritzungen von Alkohol in den Nervenstamm. „Archiv für Psychiatrie und Nervenkrankheiten”. 48 (2), s. 691–720, 1911. DOI: 10.1007/BF01821224.
- Демонстрация больного с иссечением гассерова узла. W: Протоколы заседания Общества психиатров за 1909 и 1910 гг.. СПБ: 1911, s. 78-79.
- Drei Fälle von Totalexstirpation des Ganglion Gasseri bei besonderer Kopflage (überhängendem Kopf). „Deutsche Zeitschrift für Chirurgie”. 118 (1-2), s. 157-171, 1912. DOI: 10.1007/BF02792608.
- Resektion des Ganglion Gasseri wegen Neuralgie des N. trigeminus unter Beleuchtung der Wundhöhle. „Zeitschrift für die gesamte Neurologie und Psychiatrie”. 8 (1), s. 81-84, 1912. DOI: 10.1007/BF02866023.
- Успехи хирургии нервной системы за 10 лет. „Обозрение психиатрии”. 2, 1913.brak numeru strony
- Радикальное и паллиативное оперативное вмешательство при опухолях   головного мозга на основании собственных 24 случаев. W: Отчет 12-го съезда хирургов. 1913. Brak numerów stron w książce
- Физиологическое вылущение опухолей головного мозга (произвольное выталкивание опухолей головным мозгом). „Русский врач”, 1913.brak numeru strony
- Operative Behandlung des Hydrocephalus internus bei Kindern. Archiv für Kinderheilkunde 49 (3-4) (1913)
- Operative Behandlung des Hydrocephalus internus bei Kindern. Revue de Chirurgie (1913)
- Die operative Entfernung einer Zyste der Glandula pinealis. „Neurologisches Centralblatt”. 33, s. 560-563, 1914.
- Нервная система и война. „Обозрение психиатрии”, 1917.brak numeru strony
- К симптоматологии, диагностикe и опeративномy лeчeнию опухолeй мосто-мозжeчкового угла. W: Юбuлeиныu сборнu0 в чecmb XXV-лemия врачeбно-научноuбeяmeльносmu npoфeссора И.И.Грeкова. Petersburg: Gosizdat, 1921, s. 354–374.
- Sur un nouveau réflexe du petit orteil. „La Presse Médicale”. 31, s. 1003, 1921.
- Sur la transplantation des racines de la moelle epineiere chez des paralysies laches. „Eesti Arst”. 10, s. 442-443, 1922.
- Encephalitis epidemica (lethargica). „Eesti Arst”, s. 19–28; 94–101, 1922.
- O спеціальном образованіи военных врачей. „Eesti Arst”. 10, s. 454–457, 1922.
- Der Blutkreislauf im Gehirn beim Koitus. W: Sexualreform und Sexualwissenschaft. I. Internationalen Tagung für Sexualreform auf sexualwissenschaftlicher Grundlage in Berlin. Weil A (ed.). Stuttgart: Püttmann, 1922, s. 61–85.
- Die Chirurgische Behandlung der Epilepsie. Nach zwanzigjährigen eigenen Beobachtungen. „Klinische Wochenschrift”. 1 (43), s. 2142–2145, 1922. DOI: 10.1007/BF01727685.
- Epilepsia ravitsemisest. Eesti Arst 8/9; 10, ss. 404-410; 464-469 (1922)
- Ein operativer Eingriff bei Myelitis e compressione, hervorgerufen durch knöeherne Ablagerungen in der Arachnoidea des Rückenmarks. „Zeitschrift für die gesamte Neurologie und Psychiatrie”. 74 (1), s. 415-419, 1922. DOI: 10.1007/BF02869774.
- Akute aufsteigende Myelitis als Komplikation der Influenza. „Zeitschrift für die gesamte Neurologie und Psychiatrie”. 87 (4/5), 1923.brak numeru strony
- Die Geschwülste der Regio sellae turcicae und ihre operative Behandlung nach der neuen Frontoorbital-Methode. „Zeitschrift für die gesamte Neurologie und Psychiatrie”. 87 (1), s. 388–427, 1923. DOI: 10.1007/BF02878817.
- De la symptomatologie et du traitement opératoire des affections inflammatoires de la queue de cheval (d'après des observations personnelles). „Archives franco-belges de Chirurgie”. 26 (9), s. 848–863, 1923.
- Traumatische Kriegsneurose. „Folia Neuropathologica Estoniana”. 1, s. 11–65, 1923.
- Puusepp L, Levin. Zur Frage der Störungen des Schluckens von apraktischem Charakter (Aphagopraxie). „Folia Neuropathologica Estoniana”. 1, s. 211–220, 1923.
- Puusep L, Levin. Zur Frage der Störungen des Schluckens von apraktischem Charakter (Aphagopraxie). „Zeitschrift für die gesamte Neurologie und Psychiatrie 87”, s. 441–450, 1923. DOI: 10.1007/BF02878819.
- Die Geschwülste der Regio sellae turcicae und ihre operative Behandlung nach der neuen Frontoorbital-Methode. „Folia Neuropathologica Estoniana”. 1, s. 158-197, 1923.
- Tumeur du III. ventricule avec dystrophie adiposo-génitale. „Folia Neuropathologica Estoniana”. 1, s. 5–10, 1923.
- Akute aufsteigende Myelitis als Komplikation der Influenza. „Folia Neuropathologica Estoniana”. 1, s. 147–157, 1923.
- Contribution aux recherches sur la localisation de l'Aphasie visuelle. „La presse médicale”. 50, 1923.brak numeru strony
- Die Innervation der Prostata (experimentelle Untersuchung). „Zeitschrift für die gesamte Neurologie und Psychiatrie 87”, s. 428–440, 1923. DOI: 10.1007/BF02878818.
- Puusepp L, Voss HEV. Studien über das Subcommissuralorgan; das Subcommissuralorgan beim Menschen. „Folia Neuropathologica Estoniana”. 2, s. 13–21, 3 pl, 1924.
- Die Symptomatologie, die Diagnostik und die operative Behandlung der Tumoren des Corpus Striatum. „Folia Neuropathologica Estoniana”. 2, s. 149-70, 1924.
- La question de la localisation du signe du petit orteil par les cas de tumeurs du corps strid. „Revue Neurologique”. 41, s. 812–813, 1924.
- Puusepp L, Brunnow S. Beitrag zur Kenntnis der neuralen Form der progressiven Muskelatrophie. „Folia Neuropathologica Estoniana”. 5, s. 99–115, 1926.
- Encephalitis epidemica mit Tumor-Symptomen (Pseudotumor encephaliticus). „Folia Neuropathologica Estoniana”. 6, s. 49–56, 1926.
- Pseudo-Tumoren des Gehirns. „Folia Neuropathologica Estoniana”. 6, s. 31–48, 1926.
- Alkohol ja Organism. Postimees nr 218 s. 2 (14. august 1926)
- Die Operationstechnik der Hirntumoren (nach eigenen Erfahrungen). „Folia Neuropathologica Estoniana”. 6, s. 127–149, 1926.
- Puusepp L, Lüüs A, Brunnow S. Zur Symptomatologie und operativen Behandlung der Encephalocystomeningocele und Cystomeningocele. „Folia Neuropathologica Estoniana”. 5, s. 144–151, 1926.
- Tumoren der Parietallappen. „Folia Neuropathologica Estoniana”. 7, s. 73–109, 1927.
- Tumoren der Occipitallappen. „Folia Neuropathologica Estoniana”. 7, s. 150–177, 1927.
- Tumoren der Schläfenlappen. „Folia Neuropathologica Estoniana”. 7, s. 113–137, 1927.
- Tumoren der Zentralwindungen. „Folia Neuropathologica Estoniana”. 7, s. 15–72, 1927.
- Zur Frage der Alkoholikerbehandlung. W: Bericht XVIII Internat. Kongr. Alkoholismus. Tartu: 1927, s. 390–397.
- Die Tumoren des Vermis cerebelli. „Folia Neuropathologica Estoniana”. 8, s. 128–159, 1928.
- [In memory od Vladimir Bekhterev]. „Eesti Arst”. 7, s. 1, 1928.
- Случай успешно удаленной значительных размеров лобной опухоли. W: Kamil Henner: Sborník prací na poc̆est s̆edesátých narozenin prof. dra. Ladislava Syllaby, 1868-1928. Ceská grafická unie, 1928. Brak numerów stron w książce
- Eine neue Methode der Ventrikulographie. „Folia Neuropathologica Estoniana”. 9, s. 183–186, 1929.
- Die Tumoren der Kleinbirnhemisphären. „Folia Neuropathologica Estoniana”. 9, s. 1–43, 1929.
- Die Tumoren der Medulla oblongata. „Folia Neuropathologica Estoniana”. 9, s. 156–168, 1929.
- Eine neue Methode der Ventrikulographie. „Folia Neuropathologica Estoniana”. 9, s. 183–186, 1929.
- Die Kleinhirn-Brückenwinkel-Tumoren. „Folia Neuropathologica Estoniana 9”, s. 51–146, 4 pl, 1929.
- Case of a III ventricle bottom tumour with relaxation of tonus, amyotrophy and a general quick emaciation. W: Księga Pamiątkowa Edwarda Flatau. Warszawa: Gebethner i Wolff, 1929, s. 191–198.
- Puusepp L, Riwes J, Perk J. Haematomyelitis tubularis w przebiegu ostrego zapalenia wstępującego rdzenia kręgowego. „Polska Gazeta Lekarska”. 9 (44–45), s. 845-848, 1930.
- Kaikurie galvos smegenų augliu diagnostikos ypatumai ir jų čhirurgiškas gydymas. „Medicinos”. 11 (7), s. 460-468, 1930.
- Experimentelle Daten zur Frage über den Einfluss von Hirnextrakten auf den intracraniellen Blutkreislauf. „Folia Neuropathologica Estoniana”. 10, s. 106–128, 1931.
- K symptomatologii a therapii nádorů krajiny parietalni. „Revue v neurologii a psychiatrii”. 28, s. 534–540, 1931.
- Puusepp L, Perk J. Neurokirurgilisi võtteid valude kõrvaldamiseks. „Eesti Arst”, s. 103-104, 1931.
- Surgical Intervention in Four Cases of Myelitis Compression Caused By Osseous Deposits in the Arachnoidea of the Spinal Cord (Arachnoiditis Ossificans). „Journal of Nervous and Mental Disease”. 73 (1), s. 1–19, 1931.
- Kompression der Cauda equina durch das verdickte Ligamentum flavum; Tumorsymptome, Operation, Heilung. „Folia Neuropathologica Estoniana”. 12, s. 38–48, 1932.
- Résultats éloignés du traitement chirurgical de l'épilepsie. „Revue Neurologique”. 39, s. 1385, 1932.
- Kirurgilise neuropatoloogia areng ja edusammud. Eesti Arst ss. 159-161 (1932)
- Über die Entwicklung der chirurgischen Neuropathologie während der letzten 10 Jahre, nach den Daten der Nervenklinik der Universität Tartu-Dorpat. „Folia Neuropathologica Estoniana”. 12, 1932.brak numeru strony
- Traitement opératoire de la maladie de Ménière. W: Puusepp L, Rives I: Volume jubilaire en l'honneur du professeur G. Marinesco: travaux orginaux de ses collègues, ses amis et ses élèves. Bucarest: Comité général d'organisation, 1933, s. 563–572.
- Zur Klinik und Therapie der Hirnabszesse. „Folia Neuropathologica Estoniana”. 13, s. 66–166, 1933.
- Puusepp L, Zlaff S. Shadows of calcified brain tumors in the X-ray pictures. „Folia Neuropathologica Estoniana”. 13, s. 58-65, 10 pl, 1933.
- Ueber Hirnmeningiome in Einzeldarstellungen; Symptomatologie, Diagnostik und operative Behandlung auf Grund eigener Beobachtungen. „Folia Neuropathologica Estoniana”. 14, s. 1–92, 1934.
- La symptomatologie des calcifications des cartilages intervertébraux (spondylo-chondritis ossificans). W: Comptes Rendus: Congrès des médecins aliénistes et neurologistes de France et des pays de langue française. XXXIXe session (Bruxelles, 22-28 juillet 1935). s. 529–539.
- Cooperation des universités et des établissements d'enseignement superieur des pays baltiques : rapport. Teine Balti Riikide Vaimse Koostöö Kongress. Tartu, 1936
- Ishias, tema vormid ja ravi. Eesti Arst, ss. 3-6 (1936)
- Alcune considerazioni sugli interventi chirurgici nelle mallattie mentali. „Giornale Accademia Medica Torino”. 100, s. 3-16, 1937.
- Tentativi di terapia chirurgica dell'epilessia essenziale. „La Riforma Medica”. 54, s. 411–414, 1938.
- Zur Frage der Varices spinales und ihrer operativen Therapie. „Zentralblatt für Neurochirurgie”. 3 (3), s. 158–169, 2 Abb, 1938.
- Die Entwicklungsanomalien und Erkrankungen des Septum pellucidum. „Zentralblatt für Neurochirurgie”. 7, s. 145–160, 1942.